# آیین زرتشتی و گرایش جنسی
گرایش جنسی در دین زرتشتی، مانند بسیاری از ادیان دیگر، موضوعی بحث‌برانگیز با اجماع متفاوت در طول زمان است. ولیکن بیشتر متون زرتشتی همجنسگرایی مردان را عملی قبیح میدانند.

## همجنس‌گرایی در متون مقدس زرتشتی
مقدس‌ترین متن مذهبی دین زرتشت اوستا نام دارد. قدیمی‌ترین قسمت اوستا نوشته‌های خود زرتشت است که گاتاها نامیده می‌شود. گاتاها به‌طور مستقیم اعمال همجنس‌بازی را محکوم نمی‌کنند، اگرچه تفسیر «سودگار ناسک» دربارهٔ گاتاها از لواط بیزار است.
زرتشتیان سنتی بر این باورند که وندیداد (به معنی لغوی ضد دیو)، که یکی از کتاب‌های اوستا است، بخشی اصلی از سنت شفاهی زرتشتی است، با وجود اینکه این متون بسیار دیرتر از سایر بخش‌های اوستا تدوین شده‌است.
| « | مردی که با مرد می‌خوابد، همان‌طور که مرد با زن می‌خوابد، یا همان‌طور که زن با مرد می‌خوابد، مردی است که دیو است. این مرد عبادت کننده دیوها است، یک معشوقه برای دیوها. | » |

وندیداد در بخش در فرگرد هشتم، شمارهٔ ،۳۲ در جواب سوالهایی چون این که ”دیو کیست و دیوپرست کیست؟ “ آمده‌است: ”اهورامزدا پاسخ داد مردی که با مردی لواط کند یا مردی که بگذارد مردی با او لواط کند دیو است. اوست که دیوپرست است. اوست که پیش از مرگ همسان دیو است و پس از مرگ یکی از دیوان ناپیدا شود. چنین است مردی که با مردی لواط
کند یا مردی که بگذارد مردی با او لواط کند. مجازات چنین کسی مرگ بوده‌است و با این کشتن گناهی بزرگ جبران می‌شده‌است."
در فرگرد یکم وندیداد، ذکر شده‌است: «نهمین سرزمین و کشور نیکی که من، اهوره مزدا، آفریدم خنِنته در وهرکانه بود. پس آنگاه انگره‌مَینیوی همه تن مرگ بیامد و به پتیارگی، گناه نابخشودنی کون مرزی را بیافرید.»
در کتاب مینوی خرد یکی از متون قدیمی زرتشتی ذکر شده‌است: «و اهریمن بدکار دیوان و دروغان دیگر فرزندان اهریمنی را از عمل لواط با خود به وجود آوردند.» بنابراین نخستین نکته این است که لواط وسیله‌ای بود تا اهریمن بتواند موجودات اهریمنی دیگر و بیشتری به جهان بیاورد، و دوم آنکه اهریمن موجودی لواط کار پنداشته می‌شد.
در کتاب ارداویرافنامه، که داستان معراج به بهشت و جهنم است، به مجازات‌های همجنس بازان و لواط کاران اشاره شده‌است. ویراز در سفر خود به دوزخ مردی را می‌بیند که کیفرش این بود که مارهایی به مخرج او وارد و از دهانش خارج می‌شوند. فرشتگان دربارهٔ علتش می‌گویند: «این روح مرد پستی است که در گیتی مرتکب لواط شده‌است.» در فصل دیگری دربارهٔ مجازات لواط با زنان سخن گفته شده که سبک‌تر بوده‌است. لازم به گفتن نیست که حکم «سزاوار مرگ» (مرگ ارزان) بی درنگ در مورد این گونه افراد اجرا می‌شد.
این قطعه به این معنی تفسیر شده‌است که همجنسگرایی نوعی شیطان‌پرستی و در نتیجه گناه است. تفسیر سنتی در مورد این قسمت نشان می‌دهد که کسانی که لواط می‌کنند را می‌توان بدون اجازه دستور، که مقام کاهن اعظم را داشت، کشت.
از این رو گفته شده‌است که آیین زرتشتی دارای «نفرت از آمیزش مقعدی مردانه» است که در چندین داستان اساطیری منعکس شده‌است. هنگامی که اهریمن، «روح خشکی و مرگ» و «ارباب دروغ» به دنبال نابودی جهان بود، به لواط با خود پرداخت و این عمل باعث «انفجار قدرت شیطانی» شد. این انفجار منجر به تولد تعداد زیادی از عوامل شیطانی شد.
جدای از وندیداد و متون مقدس پهلوی، کتب مذهبی بعدی فارسی نیز که بسیاری از زرتشتیان آن را مقدس می‌دانستند و می‌دانند، لواط را به شدت منع کرده‌اند.
اما امروزه این عمل گناه بزرگی است 

## بیشتر خواندن
- اوستا: وندیداد: فرگرد 8. تشییع جنازه و تطهیر، رابطه جنسی نامشروع